# 石動神社 (小千谷市)
石動神社（いするぎじんじゃ）は、新潟県小千谷市薭生にある神社である。越後國古志郡蘭木村の鎮守・石動社（いするぎ様）の里宮。

## 由緒
蘭木村（うとぎむら、古志郡（南）荷頃村蘭木新田、新潟県小千谷市大字南荷頃字蘭木）は、「御館の乱」で1579年（天正7年）に落城した薭生城の城主・平子氏と家老の廣井茂左衛門・廣井清左衛門（宮司家初代）達により始まったとされる。
「いするぎ様」の御創建は定かではないが、1830年（文政13年）2月に京都の神祇管領長上家公文所から「越後國古志郡荷頃村之内蘭木村 廣井左膳 源定吉」に宛てた神拝作法の指示文書が宮司家に現存していることから、それ以前になる。
当神社は、代々奉仕してきた「いするぎ様」と、代々お祀りしてきた内鎮守（稲荷神社・淡島神社・戸隠神社）を大切にとの13代目・義一郎の生前の強い想いを、14代目・嗣雄と15代目・紀余人が受け継ぎ、朝日差し昇る東の方角に薭生城・蘭木村を望む此の地に、2015年（平成27年）5月1日に里宮を建て、10月1日に「いするぎ様」より御分霊を迎え、内鎮守を合祀し、祭祀を執り行うこととなった。

## 祭神
主祭神
- 少彦名命（医薬・学問・酒造の神様）

相殿神
- 宇迦之御魂神（商売繁盛・五穀豊穣の神様）
- 淡島神（婦人病・安産・子授けの神様）
- 八意思兼神（学業・厄除・開運の神様）

## 祭事
- 二年参り・初詣・新年祈祷
- 歳旦祭（1月1日）
- 節分祭（2月3日）
- 雛祭（3月3日）
- 勧学祭（２月 - ４月）
- 春季例祭（5月1日）
- 端午祭（5月5日）
- 夏越大祓（6月30日）
- 七夕祭（7月7日）
- 七五三詣（9月 - 12月）
- 秋季例祭（10月1日）
- 年越大祓（12月30日）
- 除夜祭（12月31日）
- 月次祭（毎月1日）